# Пероза-Арджентина
Пероза-Арджентина (итал. Perosa Argentina) — коммуна в Италии, располагается в регионе Пьемонт, в провинции Турин.
Население составляет 3731 человек (2008 г.), плотность населения составляет 144 чел./км². Занимает площадь 26 км². Почтовый индекс — 10063. Телефонный код — 0121.
Покровителем коммуны почитается святой Генезий, празднование 22 августа.

## Демография
Динамика населения:

## Администрация коммуны
- Официальный сайт: http://www.comune.perosaargentina.to.it/